# تایکو کاتونو
تایکو کاتونو (انگلیسی: Taiko Katono؛ زادهٔ ۲۷ اکتبر ۱۹۹۲) بازیگر، و مدلِ اهلِ ژاپن است.